# Патријарх српски Данило III
Данило III је био архиепископ пећки и патријарх српски у раздобљу од 1390. до 1396. године, и српски средњовековни писац.

## Живот
Његов отац је био српски великаш који је као монах Доротеј подигао манастир Дренчу као своју задужбину.
Када се у јесен 1390. године, патријарх Јефрем по други пут својевољно повукао са места српског патријарха, на сабору у Жичи који је сазвао кнез Стефан Лазаревић, за српског патријарха изабран је Данило III.
Патријарх Данило се помиње у једној недатованој повељи кнеза Стефана, у даровници монахиње Евгеније и њених синова Стефана и Вука, која је издата у Новом Брду 1395. године, а односи се на разна добра поклоњена руском манастиру Светог Пантелејмона на Светој гори, на којој се Данило назива патријархом српским и приморским. Патријарх Данило се помиње и у недатованом запису у рукописном прологу манастира Дечана који је овом манастиру поклонио еклисијарх Варлаам.
Претпоставља се да је патријарх Данило дао пристанак да се мошти кнеза Лазара пренесу из храма Светог Спаса у Приштини у његову задужбину манастир Раваницу. Том приликом је кнез Лазар канонизован, али се патријархово лично учешће не помиње.
Патријарх Данило је умро 7. априла, али година његове смрти није позната.

## Књижевни рад
Патријарх Данило се бавио и књижевношћу. Написао је Похвално слово о кнезу Лазару пре 1393. године. Писано са књижевним укусом, ово Похвално слово спада међу најлепше књижевне творевине средњовековне српске књижевности. Један је од твораца косовског култа. У делима насталим пре Косовске битке наставља књижевну традицију величања лозе Немањића: Служба краљу Милутину, са пролошким житијем (1380), пролошка житија св. Саве и св. Симеона. Кнезу Лазару посветио је највероватније 4 списа: осим Похвалног слова о кнезу Лазару, такође и Службу кнезу Лазару, Пролошко житије, одн. Синаксар, и Повесно слово кнезу Лазару (сви настали 1391. или 1392. године поводом преноса Лазаревих моштију из Приштине у Раваницу). Иако жанровски различити, сви ови текстови симболизују Лазарево великомучеништво и надмоћ „царства небеског” над „царством земаљским”, чиме је утемељен и црквени култ кнеза Лазара.

## Превод на савремени српски језик
- Синаксар (превод на савремени језик Ђорђе Радојичић), у „Антологија старе српске књижевности (XI/XVIII века)”, Београд, 1960, 119—122.
- Слово похвално кнезу Лазару (превео на савремени језик Димитрије Богдановић), Савременик 37 (1973), 265—274.
- Сабрани списи, превела и приредила Радмила Маринковић (у рукопису, приређено за едицију Стара српска књижевност у 24 књиге, „Просвета” и СКЗ, књ. 8).